# Televisión Canaria
Televisión Canaria (TVC) es un canal de televisión autonómico español que emite en abierto para Canarias. Pertenece a Radio Televisión Canaria, ente público encargado del servicio de radiodifusión autonómico de las islas, y forma parte de la Federación de Organismos de Radio y Televisión Autonómicos desde 2001. Cuenta con dos centros de producción en Las Palmas de Gran Canaria y Santa Cruz de Tenerife y con delegaciones en el resto de capitales insulares, así como en Madrid. La sede principal y dirección se encuentra en Santa Cruz de Tenerife.
Su programación está centrada en la información, entretenimiento y cultura, con una importante presencia de programas realizados en Canarias. Televisión Canaria es uno de los principales referentes informativos de la comunidad autónoma gracias a la amplia cobertura de acontecimientos de interés para el archipiélago canario. Emite para las islas a través de la TDT y de las principales plataformas de pago, mientras que una señal internacional con la producción propia de la cadena está disponible en streaming a través de la web de RTVC y de la plataforma YouTube.
La cadena comenzó sus emisiones bajo el nombre de Televisión Autonómica de Canarias el 21 de agosto de 1999, con un modelo de gestión pionero en el Estado, consistente en la externalización de la producción de contenidos. La empresa pública adjudicaba mediante concurso público la elaboración de toda, o casi toda, la programación. Este modelo le enfrentó al gobierno central en los tribunales que acabaron dando la razón al Ejecutivo autonómico. El modelo mixto con el que se puso en marcha Televisión Canaria ha sido un referente para otras televisiones autonómicas y ha estado rodeado de polémica en los momentos de adjudicación de los contratos de programación.

## Historia

### Orígenes
El proyecto de creación de este canal surge en diciembre de 1984 con la promulgación de la ley 8/1984 de la Comunidad Autónoma de Canarias relativa a la Radiodifusión y Televisión Canaria que persigue la creación de un medio de comunicación de carácter autonómico que permita fomentar la cohesión social y cultural del Archipiélago.
En junio de 1997 se constituye el primer Consejo de Administración de Radio Televisión Canaria (en adelante, RTVC). En febrero de 1998 es creada la sociedad mercantil Televisión Pública de Canarias, S. A, con capital íntegramente proveniente de fondos públicos del Gobierno de Canarias y perteneciente en su totalidad al ente público RTVC.
En un primer momento, el Consejo de administración asume la configuración de la parrilla de programación que es elaborada por la futura concesionaria y productoras subcontratadas. Con esta premisa, adjudica en noviembre de 1998, por el procedimiento de concurso público y con los votos de PSOE Canarias y Coalición Canaria, la producción y realización de la programación y la gestión de la publicidad a la Productora Canaria de Televisión (PCTV). Dicha productora está participada en un 40% por Prisa, pero por un problema legal con una productora local que ostenta la propiedad de la marca Productora Canaria de Televisión, la empresa concesionaria de la producción de la programación de la cadena pública se encontró con una resolución judicial que la obligaba a cambiar el nombre que utilizaba hasta ese entonces. De esta forma la PCTV pasó a denominarse SOCATER (Sociedad Canaria de Televisión Regional). Las otras sociedades que se presentaron al concurso fueron DTH Europa, cuyo accionista de referencia era la mexicana Televisa; y los grupos Radio Televisión Islas Canarias y 1998 Telecanarias, ambos participados íntegramente por empresarios canarios.
El modelo elegido por el ejecutivo nacionalista de Manuel Hermoso también fue impugnado en los tribunales por el Gobierno central de José María Aznar, al entender que el sistema mixto (titularidad pública y gestión privada) era ilegal.

### Lanzamiento

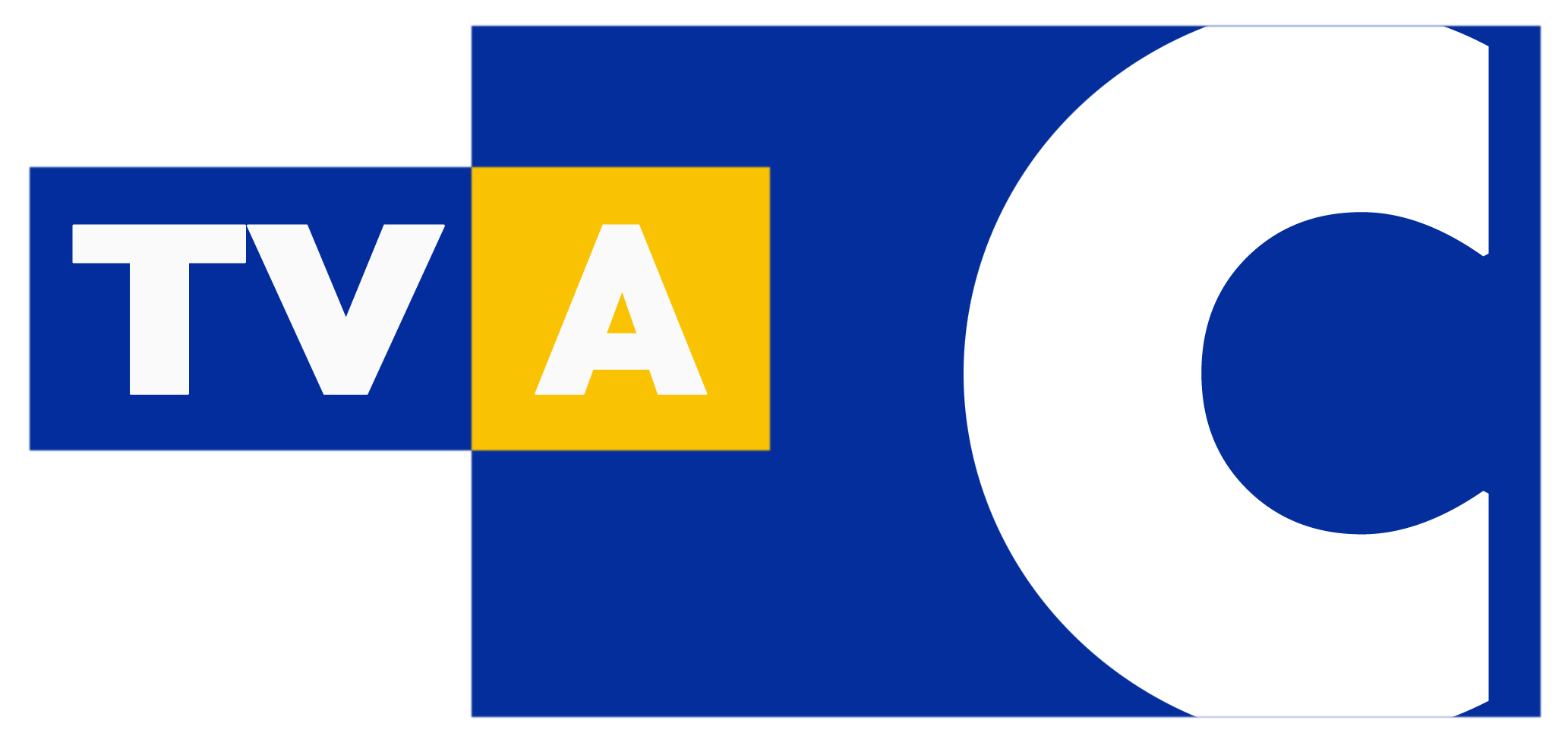
Primer logotipo de la Televisión Autonómica de Canarias, utilizado entre 1999 y 2001.

Bajo la denominación de Televisión Autonómica de Canarias (TVAC) el canal público comienza su andadura el 21 de agosto de 1999, con la emisión de una programación especial centrada en el derbi canario de fútbol entre la U. D. Las Palmas y el C. D. Tenerife. Esta primera emisión estuvo acompañada por la polémica surgida entre los operadores de televisión local de entonces, que se vieron obligados a cambiar de frecuencias de emisión, porque la TVAC las ocupó.
El 29 de mayo de 2000 se inauguran los nuevos centros de producción de Televisión Canaria, en Las Palmas de Gran Canaria y Santa Cruz de Tenerife.
El 15 de octubre de 2001, la cadena pasaría a denominarse "Televisión Canaria" utilizándose hasta 2008 el eslogan "la nuestra" para darle publicidad entre los canarios. Sin éxito había "invitado" a sintonizar el canal en el dial 4 de sus televisores, el cual ya estaba ocupado por Cuatro, antiguo Canal+.

### Consolidación

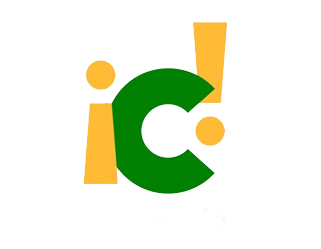
Logotipo de TV Canaria utilizado entre 2001 y 2008.

El 31 de mayo de 2001 se ponía fin a otro contencioso del Gobierno central con la Radio Televisión Canaria. El Tribunal Supremo sentenciaba entonces a favor de RTVC. El motivo de la querella había sido, en esta ocasión, el silencio administrativo -lo que en la práctica suponía la denegación- del Ministerio de Ciencia y Tecnología ante la petición formulada por el ente público canario para explotar en régimen de gestión directa dos programas de televisión digital terrestre, en la línea prevista por el Decreto 2169/1998.
El 30 de mayo de 2002 Televisión Canaria lanza el servicio de teletexto y la página web. 
En junio de ese año la televisión pública vive su primer conflicto laboral. La plantilla de la empresa concesionaria secunda una huelga indefinida para reivindicar la aprobación del primer convenio colectivo, que se termina aprobando en agosto de ese año.
El 10 de octubre de 2005 se comienzan a emitir en desconexión los informativos insulares para cada una de las siete islas del archipiélago canario. En este año comienza la emisión en pruebas de Televisión Canaria en el sistema de la Televisión digital terrestre con el canal ¡2!, que se inicia el 30 de mayo de 2006 y posteriormente pasaría a denominarse Televisión Canaria Dos.
Con la elección de Guillermo García como director general se produce un cambio de empresa concesionaria. Tras anular el concurso anterior, el nuevo director general convoca uno nuevo que gana la empresa Videoreport, que el 1 de julio de 2008 subroga los trabajadores de la empresa SOCATER. 
En febrero de 2010 los informativos insulares finalizan su emisión. 
El 9 de abril de 2010 los trabajadores comenzaron una huelga que finaliza el 14 de junio de 2010, tras alcanzarse un acuerdo entre las partes que permitió la renovación del convenio colectivo, que volvió a ser renovado en 2014.
El 29 de octubre de 2010 empiezan las emisiones en pruebas de Televisión Canaria HD, por el canal 22 en Las Palmas de Gran Canaria y por el 39 en Santa Cruz de Tenerife.

### Crisis de 2012
En 2012, la Televisión Pública sufre un duro revés con la aplicación de un ajuste presupuestario debido a los recortes aplicados por el Gobierno en las cuentas autonómicas para cumplir con el mandato del gobierno estatal, que conllevará la aplicación de un Expediente de regulación de empleo que afecta a 44 trabajadores de la empresa concesionaria y 10 de la empresa pública; y la supresión del segundo canal.
La gestión de RTVC llevada a cabo por Guillermo García es cuestionada desde diversos ámbitos y acaba denunciada en los tribunales en 2013.

### Cambio de Ley
El Parlamento acomete la reforma de la  Ley de Creación de Radio Televisión Canaria y a finales de 2014 aprueba un nuevo marco normativo para poner la dirección de la televisión en manos de un Consejo Rector elegido por el Parlamento.
En marzo de 2015 se constituye el nuevo Consejo Rector con la elección de los cinco vocales y Santiago Negrín, como presidente.
El nuevo presidente inicia una etapa marcada por la crisis interna del Consejo Rector y la renovación del contrato programa, que finalmente es adjudicado en abril de 2018.
La televisión pública había mantenido su emisión gracias a la prórroga hasta junio de 2019 del contrato programa de la anterior empresa adjudicataria. Con este panorama, el Parlamento canario vuelve a intervenir para reforma la ley con el fin de permitir la disolución del Consejo Rector y el nombramiento de un administrador único de forma provisional.
A finales del mes de junio, el Gobierno asume la gestión de los servicios informativos y subroga a la empresa pública el personal de la empresa concesionaria.
El 16 de enero de 2024, el canal, de acuerdo con el Plan Técnico Nacional de la Televisión digital terrestre, realizó la transición completa de la emisión en definición estándar (SD) a alta definición (HD), comenzando a transmitir exclusivamente en HD y cumpliendo anticipadamente con la fecha límite del 14 de febrero de 2024.

## Programación
La programación de Televisión Canaria es generalista, enfocada a todos los públicos.
Los programas con mayor audiencia en la historia de Televisión Canaria abarcan diferentes formatos. En el entretenimiento, programas como La guagua (1999-2003) presentado por Roberto Kamphoff y Silvia Lupiáñez, En clave de Ja (2004-2016) -actualmente En Otra Clave (desde 2017)-, el popular programa de música folclórica La bodega de Julián (2002-2010) o el concurso también musical Quiero ser como Pepe (2007-2011) son ejemplos de los programas que más repercusión tuvieron en el ámbito interinsular.

### Programación genérica de Televisión Canaria
| Género                        | Título |
| ----------------------------- | --- |
| Entretenimiento               | - En otra clave (2017-presente) - Haciendo amigos con Calero - Esto es muy serio - Échese a la calle - Quiero ser como Pepe (2002-2010) - Drag Superstar - En clave de Ja (2004-2016) - Cógeme si puedes - Sota, caballo y rey |
| Magazine                      | - Buenas tardes Canarias - Meridiano cero - La guagua |
| Magazine informativo          | - El foco - Fuera de plano - Canarias Directo - Una hora menos - Atlántico Noticias |
| Ficción                       | - Aquí no se fía - La Revoltosa - El juramento de Puntabrava |
| Talkies y docushow            | - Noveleros - Nuestra gente - Canarios por el mundo |
| Música folklore y tradiciones | - Noche de taifas - Parranda Canaria - Parrandiando - La bodega de Julián (2002-2010) |
| Documental                    | - Canarias al natural - La huella isleña - Camino de fiestas - Canarias reserva de la biosfera - Canarias desde el aire |
| Eventos                       | - Carnaval de Santa Cruz de Tenerife y Carnaval de Las Palmas de Gran Canaria - Gala de la Reina - Gala Drag Queen de Las Palmas de Gran Canaria - Finales de Murgas adultas e infantiles - Bajadas de la virgen - Lustrales - Virgen de Guadalupe (La Gomera) - El Hierro - Fiestas Lustrales de la Bajada de la Virgen de las Nieves (La Palma) - Peregrinaciones - Virgen de la Candelaria (Tenerife) - Fiestas Populares |
| Especiales informativos       | - Especial 20 años - Especial Desaparecidos Sara Morales y Yéremi Vargas - Especial Delta - Especiales Día de Canarias |
| Deportes                      | - Zona de juego 3.0 - Zona de juego - Zona Champions - Todo Goles - Todo Lucha - Todo Motor - Todo Basket |
| Programas de coste cero       | - Carnarias 2.0 - Macaronesia Sport - Zona Motor - Donacción - La hora del turismo - Canarios de campo y mar |

### Retransmisiones deportivas
Las retransmisiones deportivas han sido parte de la actividad más importante y variada de la cadena. Televisión Canaria emitió la Liga de Campeones de la UEFA durante tres temporadas (de 2009 a 2012) con cerca de cincuenta partidos de la mejor competición por clubes del mundo, incluyendo tres finales de la Supercopa de la UEFA y las tres finales que se disputaron en aquellas ediciones: Inter de Milán – Bayern de Múnich, Manchester United Football Club – Fútbol Club Barcelona y Bayern de Múnich – Chelsea Football Club.
El ente público ha ofrecido encuentro de la Primera División de España, durante cinco temporadas (2003 a 2006 y de 2007 a 2009) y Segunda División de España durante 17 temporadas, destacando la emisión de un alto número de derbi canario entre la Unión Deportiva Las Palmas y el Club Deportivo Tenerife, tres ascensos a Primera División de estos equipos isleños y la histórica presencia en la categoría del Universidad de Las Palmas de Gran Canaria Club de Fútbol, CF y la Unión Deportiva Vecindario. 
Los equipos femeninos también han tenido un especial seguimiento del ente público que ha emitió en su día el ascenso de la Unión Deportiva Granadilla Tenerife a Primera División Femenina y su histórico primer derbi en esta categoría ante la Real Unión de Tenerife Tacuense.
Durante doce campañas consecutivas, la Televisión Canaria ha ofrecido encuentros de la Liga ACB (de 2003 a 2015) y las finales europeas disputadas por el Club Baloncesto Gran Canaria (Eurocup 2015-16 y Club Baloncesto Canarias (BCL 2019). 
Otras disciplinas como el voleibol, ocuparon la parrilla televisiva, como la emisión de la final europea, ganada por el Club Voleibol Tenerife en 2004 o en balonmano, las dos ganadas por el Club Balonmano Remudas Isla de Gran Canaria de balonmano femenino en 2016 y 2019.
Durante 25 años ha sido una constante la emisión de los mejores encuentros de Lucha canaria, así como los eventos deportivos más señalados que se han celebrado en las islas en diferentes especialidades deportivas.

### Coproducciones cinematográficas
| Coproducciones  | Coproducciones |
| --------------- | --- |
| Largometrajes   | - Hiroku y los defensores de gaia - Saúl Barreto y Manuel González Mauricio(nominada para optar a los Premios Goya 2014 en la categoría de Mejor película de animación) - Seis puntos sobre Emma - Roberto Pérez Toledo |
| Cortometrajes   | Nasija - Guillermo Ríos |
| Series          | Jonás: Las aventuras imaginarias - Machango Studio |
| Participaciones | - La estrategia del pequinés - Elio Quiroga - La ciudad oculta - Víctor Moreno - El Huido - Pablo Fajardo - La tribu de las 7 islas - Armando Ravelo - Las postales de Roberto - Dailo Barco - El tiempo de los monstruos - Félix Sabroso - Del lado del verano - Antonia San Juan - La isla interior - Dunia Ayaso y Félix Sabroso - Playing Lecuona - Pavel Guiroud y Juan Manuel Betancor - Isleños, una raíz de América - Eduardo Cubillo - Taro, el eco de manrique - Miguel G. Morales - Ella (S) - David Baute - El vuelo del guirre - Santiago y Teodoro Ríos - El amor se mueve - Mercedes Afonso - La caja - Juan Carlos Falcón |

### Informativos
El 13 de diciembre de 1999 comenzaron su andadura los servicios informativos de Televisión Canaria. Fue a las 20h30 cuando Roberto González e Isabel Baeza, desde dos set diferentes, ofrecieron un repaso a la actualidad informativa de la jornada. El formato era novedoso porque incluía conexiones con todas las islas, una amplia sección dedicada a la información nacional e internacional y un servicio propio de información meteorológica.

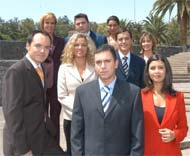
Equipo de la primera etapa de los servicios informativos de Televisión Canaria.

Posteriormente, el 15 de octubre de 2001, comenzó la emisión del TN1, Telenoticias 1, y el 20 de octubre de 2001, los informativos de fin de semana, que con el magazín Buenos días, Canarias completaron la oferta informativa de la cadena pública.

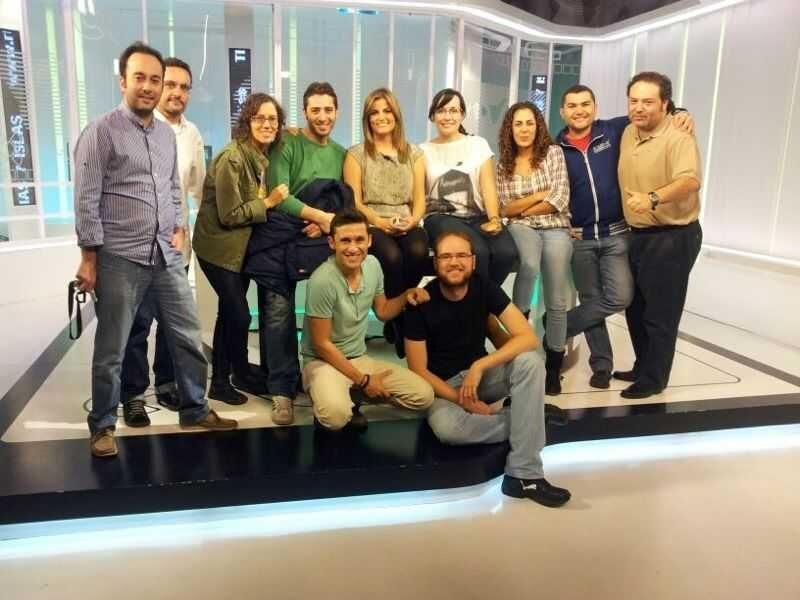
Foto de parte del equipo que se encontraba allí en turno en la última emisión del TN3.

Los servicios informativos contaron en sus orígenes con delegaciones en las siete Islas Canarias, en Madrid y posteriormente, en Bruselas.
En 2005, los servicios informativos se vieron enriquecidos por la puesta en marcha de los Informativos insulares. El 10 de octubre de 2005 se producía la primera desconexión de la programación general para que cada isla, La Gomera, El Hierro, La Palma, Fuerteventura, Tenerife, Lanzarote y Gran Canaria, contara con un informativo local de una duración de quince minutos.
Los informativos insulares comenzaron a emitirse al mediodía, antes del TN1; posteriormente pasaron a horario de tarde y a Televisión Canaria Dos. La puesta en marcha de la Televisión digital terrestre conllevó a la desaparición de las señales insulares y con ello, el fin de este periplo informativo el 17 de julio de 2009.
En marzo de 2009, comenzó la emisión del TN-Sordos un programa dirigido a la comunidad sorda canaria que cumplía con las obligaciones fijadas por la ley. El espacio, de 55 minutos de duración, en emisión, repasa la actualidad informativa de la semana y atiende asuntos de interés para la comunidad de personas con problemas auditivos en las Islas.
Los servicios informativos sufrieron un duro revés en 2012. Como consecuencia del recorte presupuestario decretado por el Gobierno autonómico, la empresa concesionaria del servicio, VideoReport, aplicó un ERE (Expediente de regulación de empleo), que implicó la salida de 44 personas y la supresión del TN3 que emitió su último informativo el 21 de septiembre de 2012.
El vacío dejado por los insulares y el TN3 lo cubrió posteriormente Canarias hoy (2012-2013), un programa informativo de hora y media de duración que incluye entrevistas, secciones de redes sociales y presta especial atención a la información local que se genera en cada una de las Islas. El programa ha estado presentado por Malole Aguilar (2012-2013), Isabel Baeza (2013-2016) y Victorio Pérez y Kiko Barroso (2016-presente).
Los servicios informativos también realizan el programa Parlamento, que nació con la intención de acercar la actividad de la cámara autonómica al público, con reportajes, análisis y entrevistas. El primer programa se emitió el 28 de octubre de 2001.
Los Servicios Informativos de la Televisión Canaria han estado implicados en la producción de otros programas de entrevistas, como Treinta minutos y Entrevistados, de debates, como El Envite o Noventa Minutos y de reportajes, como Punto de mira (2005-2006), Primer plano (2006-2007) o Repor7 (2008-2009).
El canal llegó a contar con desconexiones insulares para informativos, pero con la puesta en marcha de la televisión digital terrestre desaparecieron para integrarse en el canal a partir de febrero de 2010.

#### Programación informativa
| Telenoticias                  | - TN1: De lunes a viernes a las 14h30 horas. Presentan Paco Luis Quintana, Armando Vallejo (deportes) y Vicky Palma (meteorología). - TN2: De lunes a viernes a las 20h30 horas. Presentan Pilar Rumeu, Dani Álvarez (deportes) y Vicky Palma (meteorología). - TN Fin de semana: sábados y domingos a las 14h30 y 20h30. Presentan Fátima Plata, Jesús Izquierdo (deportes) y Xaila Falcón (meteorología). - TN Sordos: sábado a las 8.00 horas. |
| Magazine informativo          | - Buenos días, Canarias: De lunes a viernes a las 7h45. Presentado por Antonio Hernández y Marta Rodríguez, Fátima Febles (deportes) y Vicky Palma (meteorología). - Atlántico Noticias: De lunes a viernes a las 13h45. Presentado por Roberto González. - Una hora menos: de lunes a viernes a las 21h20. Presentado por Victorio Pérez. |
| Programa de emisión no diaria | - Parlamento: domingos a las 9h00. Presentado por Patricia Santana. |

#### Directores de los Servicios Informativos
| Nombre                               | Inicio | Final    |
| ------------------------------------ | ------ | -------- |
| María Lourdes Santana Navarro        | 1999   | 2005     |
| Miguel Ángel Daswani Díaz            | 2005   | 2015     |
| Roberto González Moreno              | 2015   | 2016     |
| Ángeles Nieves Rocha Rodríguez       | 2016   | 2020     |
| María Dolores Aguilar Fernández      | 2020   | 2024     |
| Candelaria Delgado Alonso (interina) | 2024   | presente |

### Presentadores de Telenoticias y El tiempo
- Isabel Baeza
- Alba Ocaña
- Rocío Celis
- Ana Escobar
- Juan García Luján
- Mónica González
- José Luis Domínguez
- Víctor Padrón
- Marina Cardenal
- Carolina del Toro
- Yaiza Díaz
- Ezequiel Borges
- Noemí Hernández
- Malole Aguilar
- Heriberto Fernández
- Carmen Zamora
- Yara de León
- Ignacio Cabrera
- Pablo Martín
- Alicia Suárez
- Fátima Plata

Información meteorológica
- Emilia González
- Xaila Falcón
- Isabel Bas
- Himar González
- Yurima Celdrán

Intérpretes de Lengua de Signos
- Alicia Medina
- Pedro Oliver
- Floren Mateo

### Presentadores del bloque de deportes
- Jesús A. Rodríguez
- Armando Vallejo
- José Luis Perdomo
- Luis Muro
- Rodrigo Pérez
- Iván Machuca
- Michel Quintana
- Leo Santisteban
- Daniel Álvarez
- Carmelo Martínez
- María Mendoza
- Natalia Cuéllar
- Laura Montano
- Fátima Febles

## Audiencias
Evolución de la cuota de pantalla mensual, según las mediciones de audiencia elaborados en España por, Kantar Media. Las audiencias comenzaron a ser medidas en 2007:
| Año  | Enero | Febrero | Marzo | Abril | Mayo  | Junio | Julio | Agosto | Septiembre | Octubre | Noviembre | Diciembre | Media anual |
| ---- | ----- | ------- | ----- | ----- | ----- | ----- | ----- | ------ | ---------- | ------- | --------- | --------- | ----------- |
| 2007 | 8,7%  | 10,4%   | 9,8%  | 9,6%  | 9,3%  | 8,5%  | 9,3%  | 9,7%   | 8,9%       | 8,6%    | 8,7%      | 9,7%      | 9,3%        |
| 2008 | 9,7%  | 9,8%    | 8,4%  | 10,1% | 9,7%  | 9,0%  | 9,6%  | 10,0%  | 10,9%      | 11,2%   | 11,1%     | 12,6%     | 10,1%       |
| 2009 | 11,4% | 11,8%   | 12,0% | 12,1% | 12,2% | 12,9% | 10,9% | 11,5%  | 10,8%      | 11,2%   | 11,1%     | 11,4%     | 11,6%       |
| 2010 | 10,7% | 11,9%   | 11,4% | 9,6%  | 9,1%  | 8,3%  | 8,7%  | 9,5%   | 10,2%      | 10,1%   | 10,0%     | 10,2%     | 10,0%       |
| 2011 | 9,2%  | 9,5%    | 9,2%  | 8,9%  | 7,8%  | 6,8%  |       | 6,7%   | 7,1%       | 8,1%    | 7,7%      | 7,7%      | 8,0%        |
| 2012 | 7,2%  |         | 8,0%  | 8,6%  | 7,6%  | 6,6%  |       | 8,0%   | 6,8%       | 7,0%    | 7,7%      | 7,9%      | 7,6%        |
| 2013 | 7,3%  | 7,6%    | 7,3%  | 7,0%  | 7,2%  | 6,8%  | 6,1%  | 6,5%   | 6,9%       | 7,3%    | 7,1%      | 8,8%      | 7,2%        |
| 2014 | 7,6%  | 7,8%    | 7,3%  | 7,0%  | 7,2%  | 7,1%  | 6,8%  | 6,9%   | 7,1%       | 7,1%    | 7,9%      | 7,2%      | 7,3%        |
| 2015 | 7,0%  | 6,9%    | 6,3%  | 5,8%  | 6,4%  | 6,3%  | 5,2%  | 6,3%   | 5,3%       | 5,6%    | 4,7%      | 4,8%      | 5,9%        |
| 2016 | 5,1%  | 6,4%    | 5,1%  | 4,9%  | 4,2%  | 4,1%  | 4,9%  | 5,5%   | 4,7%       | 5,4%    | 5,4%      | 5,2%      | 5,0%        |
| 2017 | 5,0%  | 6,3%    | 5,6%  | 5,2%  | 5,0%  | 5,4%  | 5,0%  | 5,6%   | 5,9%       | 5,4%    | 6,1%      | 6,3%      | 5,6%        |
| 2018 | 6,6%  | 7,6%    | 5,1%  | 4,6%  | 4,4%  | 4,1%  | 4,9%  | 5,3%   | 5,0%       | 5,1%    | 5,2%      | 5,0%      | 5,2%        |
| 2019 | 4,9%  | 5,7%    | 6,7%  | 5,6%  | 5,7%  | 5,0%  | 5,1%  | 9,0%   | 4,8%       | 4,3%    | 4,4%      | 5,9%      | 5,6%        |
| 2020 | 5,2%  | 6,0%    | 6,0%  | 5,7%  | 5,9%  | 5,3%  | 5,3%  | 6,4%   | 6,3%       | 5,7%    | 5,7%      | 6,7%      | 5,9%        |
| 2021 | 7,1%  | 6,4%    | 6,3%  | 6,4%  | 6,5%  | 6,6%  | 4,9%  | 5%     | 14,9%*     | 13,1%   | 8,6%      | 7,8%      | 7,7%        |
| 2022 | 6,1%  | 5,4%    | 5,6%  | 5,2%  | 5,2%  | 6%    | 5,7%  | 5,4%   | 7,1%       | 5,0%    | 5,1%      | 5,4%      | 5,6%        |
| 2023 | 5,8%  | 6,5%    | 5,5%  | 5%    | 5,9%  | 6,2%  | 5,5%  | 7,5%   | 5,1%       | 5,9%    | 5,8%      | 6,7%      | 5,9%        |
| 2024 | 6,1%  | 5,9%    | 5,6%  | 5%    | 4,8%  | 4,7%  | 3,8%  | 4,1%   | 4,6%       | 4,8%    | 5,3%      | 6,3%      | 5,1%        |

- (*) Líder de audiencia. Este aumento de audiencia coincide con la erupción del volcán en la isla de La Palma.